# Erik Block
Carl Erik Herder Block, född 8 februari 1910 i Göteborg, död 3 juli 1986 i Halmstad, var en svensk läkare. Han var son till Carl Block.  
Block blev medicine licentiat vid Lunds universitet 1937, medicine doktor i Stockholm 1948, var docent i obstetrik och gynekologi vid Karolinska institutet 1948–1954, i Göteborg 1956, läkare och lärare på Karolinska sjukhuset 1943–1952, biträdande överläkare på Sankt Eriks sjukhus 1952–1953, överläkare vid kvinnokliniken på Halmstads lasarett 1954–1976, chefsläkare 1962–1971 och praktiserande läkare från 1976. 
Block var föredragande i Medicinalstyrelsen 1949–1951, sekreterare i Svensk gynekologisk förening 1948–53 och ordförande i Sveriges gynekologförbund 1963–1967. Han författade skrifter i obstetrik, gynekologi och hypnoterapi.
Erik Block är begravd på Örgryte gamla kyrkogård.